# Гривіца (Васлуй)
Гривіца (рум. Grivița) — село у повіті Васлуй в Румунії. Адміністративний центр комуни Гривіца.
Село розташоване на відстані 227 км на північний схід від Бухареста, 53 км на південь від Васлуя, 110 км на південь від Ясс, 86 км на північ від Галаца.

## Населення
За даними перепису населення 2002 року у селі проживали 1564 особи, з них 1563 особи (99,9%) румунів. Рідною мовою 1563 особи (99,9%) назвали румунську.